# Robigalia

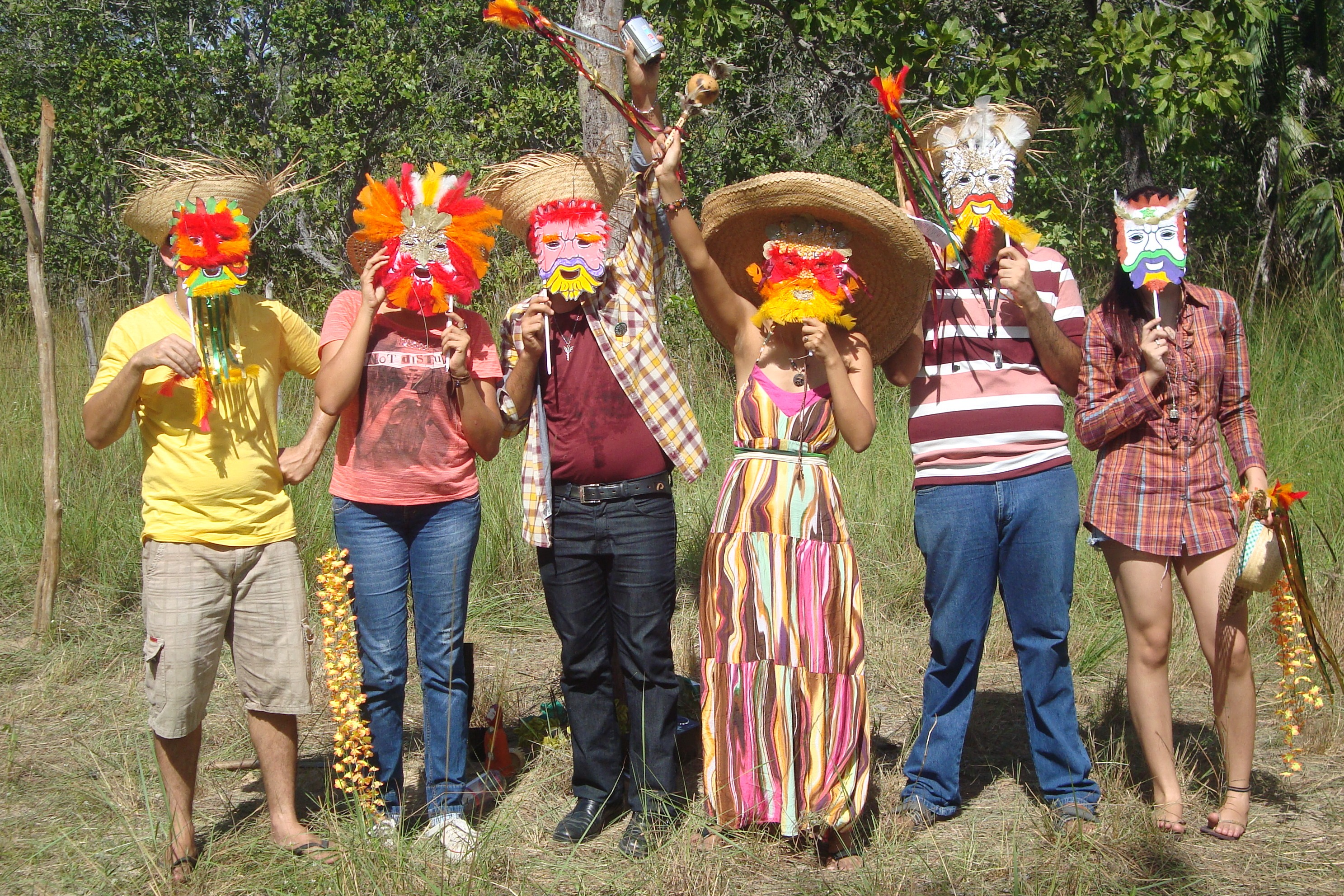
Celebración pagana de la fiesta de Robigália, celebrada anualmente por los colonos de la Aldea Pagana

Robigo (latín Robigus) es el dios romano de la roya del trigo, una enfermedad del trigo provocada por un hongo.
Esta divinidad fue considerada como masculina por los autores más antiguos (Varrón, Marco Verrio Flaco y su epitomador Festo) que hablan de un dios Robigus, mientras que durante la edad imperial fue considerada como una diosa puesto que autores como Ovidio , Columella y los cristianos Tertuliano, Lactancio y Agustín de Hipona hablan de una diosa Robigo ("Robigine").
Probablemente el cambio fue  para hacer coincidir el género de la divinidad con el nombre común Robigo que en latín es femenino e indica la roya.
Su festividad, denominada Robigalia, se celebraba el 25 de abril, en el periodo en el que comienzan a formarse las espigas. 
Ovidio describe en el cuarto libro de los Fastos la ceremonia de las Robigalia: una procesión de personas todas vestidas de blanco, guiadas por el Sacerdote del Quirinal (flamine quirinale), que se dirige al bosque sagrado del dios en la quinta milla (quinto miglio) de la vía Clodia (la actual sexta milla de la Vía Cassia) y aquí el sacerdote sacrificaba una perrita y una cordera lechal (es decir, de menos de dos meses).
También se desarrollaban competiciones de carreras.
Se supone que debido al cambio de género de la divinidad se haya cambiado el género de las víctimas, por lo que originalmente debieron ser sacrificados un perro pequeño y un cordero.
El motivo del sacrificio canino es explicado por el mismo sacerdote a Ovidio: cuando la “Estrella del Perro” (es decir, Sirio) aparece en el cielo inicia la estación cálida (canícula) y existe el riesgo que los frutos maduren demasiado temprano; para evitar este riesgo se sacrifica un perro (o perra) por su analogía con el nombre de la constelación. En realidad es probable que el perro fuese sacrificado por su condición de animal relacionado con divinidades infernales como Robigo.